# Bonifaz Vogel

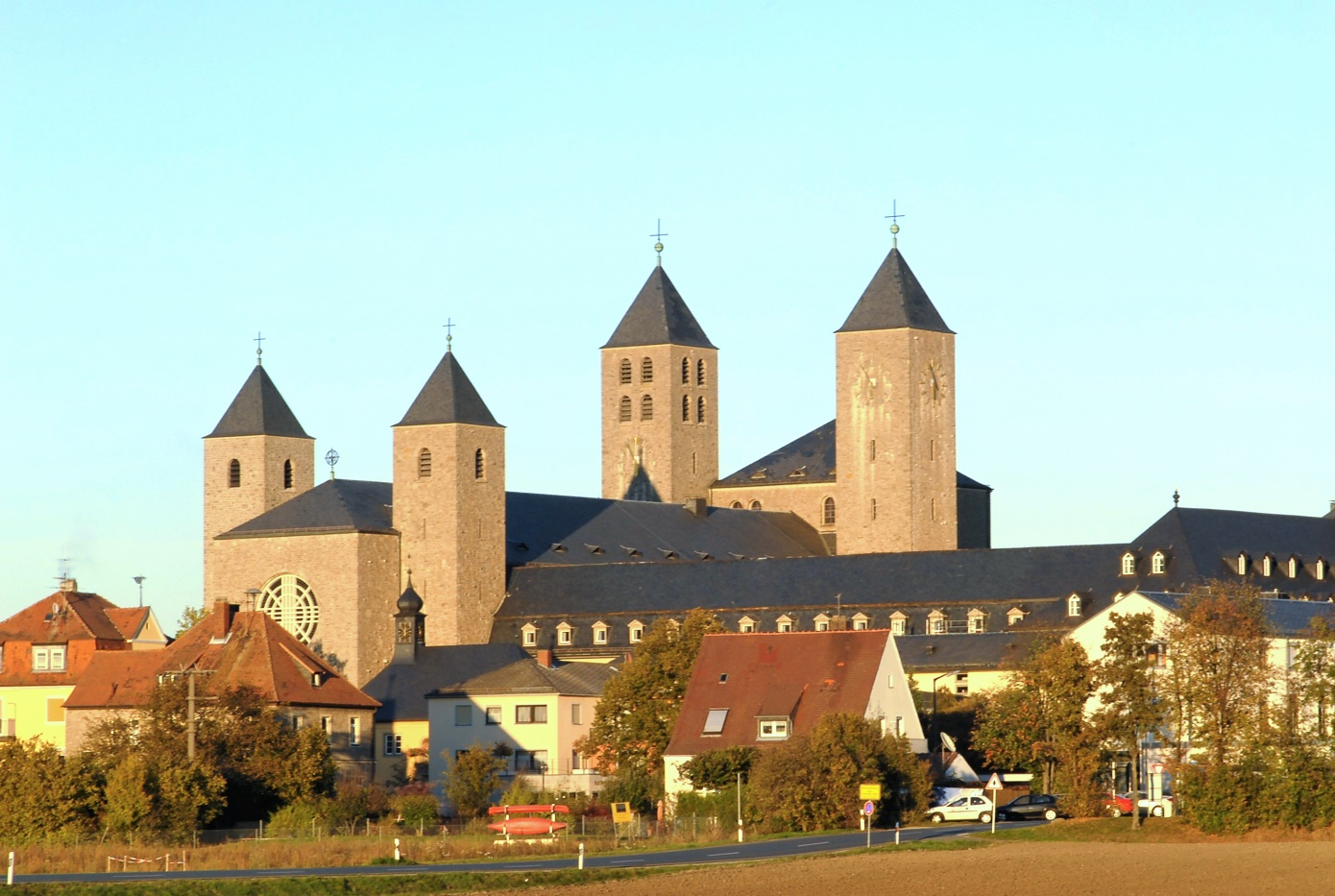
Die Abtei Münsterschwarzach

Bonifaz Vogel OSB (* 1. Mai 1912 in Rehau bei Monheim; † 1. August 2004) war Benediktinermönch und von 1959 bis 1982 Abt der Abtei Münsterschwarzach am Main in Unterfranken.

## Leben
Getauft wurde er auf den Namen Placidus Vogel, den er durch seinen Taufpaten – seinen Onkel Plazidus Vogel – erhielt. Dieser wurde zwei Jahre später zum 1. Abt der wiederbegründeten Benediktinerabtei Münsterschwarzach gewählt.
Nach dem Abitur 1932 trat er in den Benediktinerorden in Würzburg ein und erhielt den Ordensnamen Bonifatius. Nach einem Studium der Philosophie und Theologie in Rom und Würzburg wurde er am 13. März 1938 zum Priester geweiht. 
Nach Aufhebung des Klosters durch die Nationalsozialisten 1941 wurde er im Kloster Kreuzberg interniert und war bis zum Kriegsende in Nordheim vor der Rhön in der Seelsorge tätig. Abt Burkhard Utz ernannte ihn 1946 zum Prior von Münsterschwarzach, und er unterrichtete am Gymnasium des Klosters. 
Am 12. Juni 1959 wurde Bonifaz Vogel zum 68. Abt (3. Abt seit 1914) von Münsterschwarzach gewählt und am 11. Juli durch Josef Stangl, dem Bischof von Würzburg, geweiht. Sein Wahlspruch lautet: in bonitate et justitia (In Güte und Gerechtigkeit).
In seiner Amtszeit versammelte er über 400 Mönche in seiner klösterlichen Gemeinschaft um sich, die auch in den Niederlassungen in Waegwan (Südkorea) und Peramiho (Tansania) tätig waren. Er baute das Gymnasium, heute Egbert-Gymnasium, zum Vollgymnasium mit Schule und Internat aus. Am Ende des II. Vatikanischen Konzils setzte er sich für die Erneuerung des Chorgebets in deutscher Sprache ein und führte die bisher getrennten Chöre der Patres und Fratres zum gemeinsamen Gotteslob zusammen. Er war Stellvertreter des Erzabtes der Benediktinerkongregation von St. Ottilien.
Am 1. Oktober 1982 erklärte er seinen Amtsverzicht; zu seinem Nachfolger wurde Pater Fidelis Ruppert gewählt.
Am 1. August 2004 starb Bonifaz Vogel, seine letzte Ruhestätte fand er in der Bonifatius-Kapelle der Abteikirche von Münsterschwarzach.

## Ehrungen
- Der Bayerische Verdienstorden wurde ihm am 8. Juni 1972 verliehen.
- 1983: Verdienstkreuz 1. Klasse der Bundesrepublik Deutschland